# Park Seung-hi
Park Seung-Hi (hangul. 박승희) (Seoul, Južna Koreja, 28. ožujka 1992.) je južnokorejska brza klizačica na kratkim stazama. Osvajačica je tri olimpijske brončane medalje u tri različite brzoklizačke discipline. Najprije je na Olimpijadi u Vancouveru osvojila bronce u utrkama na 1.000 i 1.500 metara da bi u Sočiju osvojila broncu na kraćih 500 metara. Također, Park Seung-Hi je 2010. godine u Sofiji postala višestruka svjetska prvakinja u brzom klizanju.

## Olimpijske igre

### OI 2010. Vancouver
| Vancouver 2010. Finale - 1000 m | Vancouver 2010. Finale - 1000 m | Vancouver 2010. Finale - 1000 m |
| RANG                            | Natjecatelj                     | Vrijeme                         |
| ------------------------------- | ------------------------------- | ------------------------------- |
|                                 | Wang Meng                       | 1:29.213                        |
|                                 | Katherine Reutter               | 1:29.324                        |
|                                 | Park Seung-Hi                   | 1:29.379                        |

| Vancouver 2010. Finale - 1500 m | Vancouver 2010. Finale - 1500 m | Vancouver 2010. Finale - 1500 m |
| RANG                            | Natjecatelj                     | Vrijeme                         |
| ------------------------------- | ------------------------------- | ------------------------------- |
|                                 | Zhou Yang                       | 2:16.993                        |
|                                 | 2:17.849                        | 2:19,239                        |
|                                 | Park Seung-Hi                   | 2:17.927                        |

### OI 2014. Soči
| Soči 2014. Finale - 500 m | Soči 2014. Finale - 500 m | Soči 2014. Finale - 500 m |
| RANG                      | Natjecatelj               | Vrijeme                   |
| ------------------------- | ------------------------- | ------------------------- |
|                           | Li Jianrou                | 45.263                    |
|                           | Arianna Fontana           | 51.250                    |
|                           | Park Seung-Hi             | 54.207                    |